# Semipallium coruscans
Semipallium coruscans är en musselart. Semipallium coruscans ingår i släktet Semipallium och familjen kammusslor. Utöver nominatformen finns också underarten S. c. coruscans.